# Ponts i túnels de l'antic Carrilet
Els Ponts i túnels de l'antic Carrilet és una obra d'Olot (Garrotxa) protegida com a Bé Cultural d'Interès Local. Hi passa la Ruta del Carrilet I que va d'Olot a Girona.

## Descripció
Es tracta d'una infraestructura supra municipal. L'antic carrilet d'Olot, abans d'arribar a l'esplanada de l'estació tenia uns accessos de camins i terrenys que es varen resoldre amb túnels i ponts, eliminant puntualment la barrera física que representa la seva implantació.
La construcció es formalitzà amb murs de pedra volcànica i voltes de totxo massís.
Ha estat restaurat i rehabilitat recentment com a carril-bici i ha esdevingut la primera via verda del país, que enllaça la muntanya i la zona volcànica fins a la costa.